# Café-caveau
Les cafés-caveaux étaient des cafés souterrains très à la mode à Paris sous le Premier Empire et dans les premières années de la Restauration. On pouvait y trouver des attractions. Et également, si on le souhaitait, y rencontrer des femmes pratiquant la prostitution.

## Description des cafés-caveaux

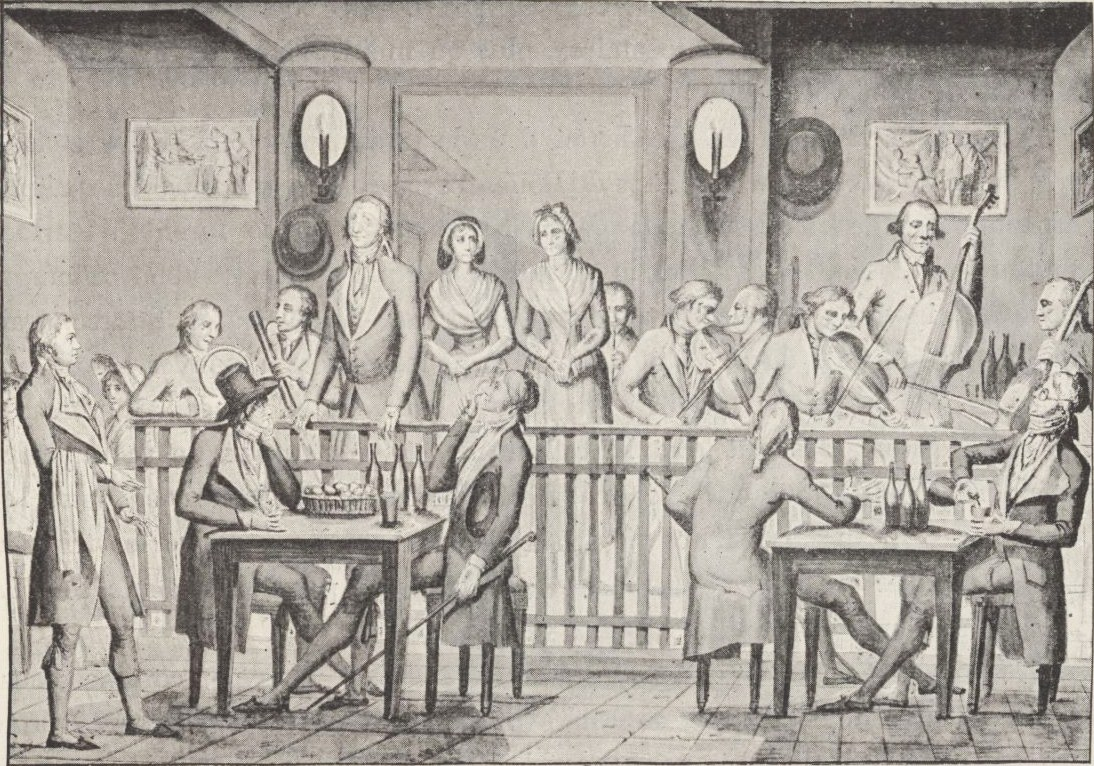
Le Café des Aveugles, café-caveau du Palais-Royal vers 1800.

Le 18 avril 1858, Jules Lovy écrit dans Le Tintamarre :
« Le même monde qui s'épanouit aujourd'hui dans les brasseries se prélassait autrefois dans les estaminets et les cafés-caveaux. Les cafés-caveaux florissaient particulièrement au Palais-Royal. Ils jouissaient d'une vogue immense sous l'Empire et dans les premières années de la Restauration. C'est à trente pieds au-dessous du sol que la tourbe des provinciaux venaient se pâmer devant le ventriloque Borel.

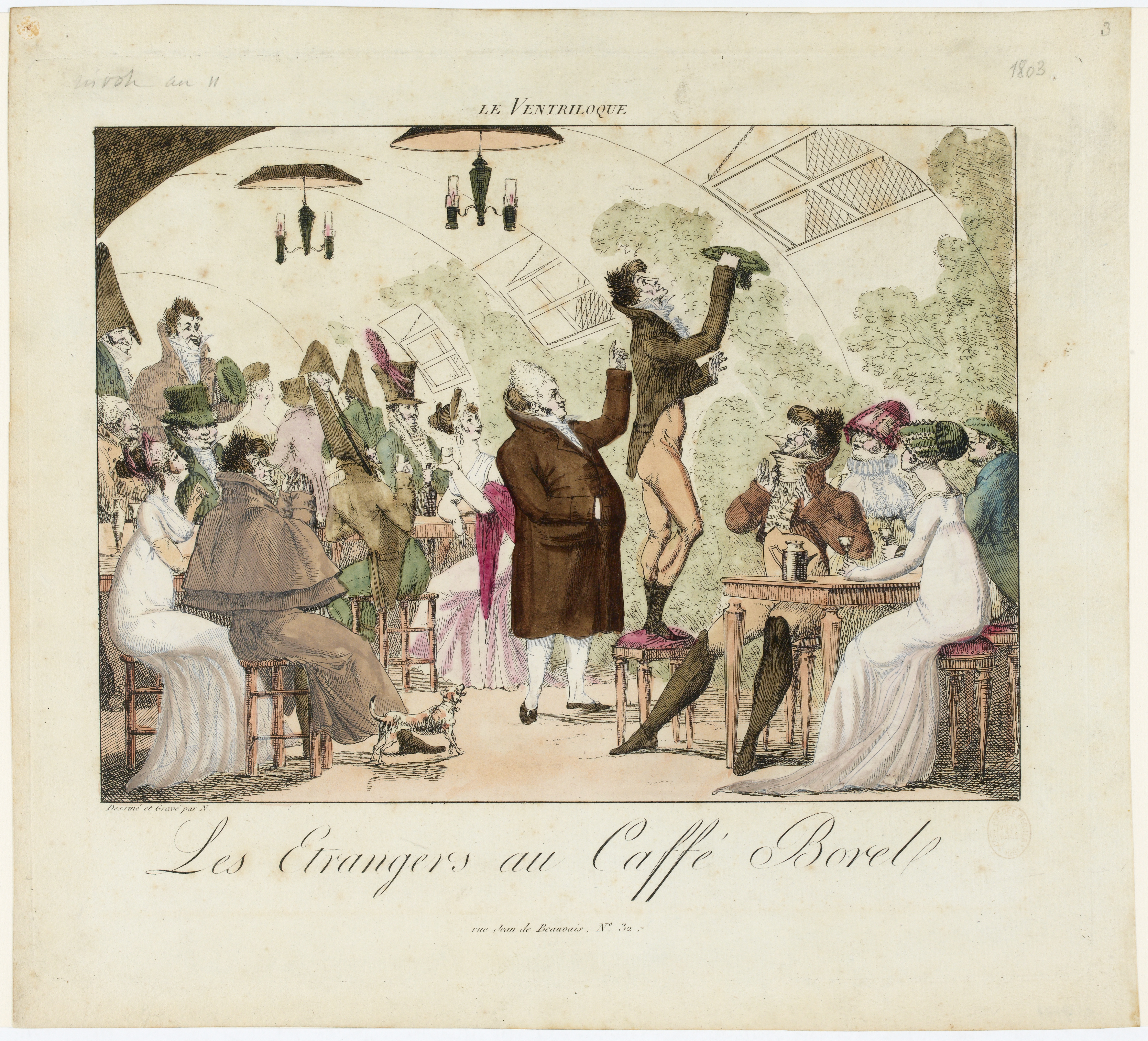
Le Ventriloque Les Etrangers au Caffé Borel dessin de Thomas-Charles Naudet

Borel fit une fortune colossale de 1804 à 1814, puis alla mourir à l'hôpital en 1825.
Trois autres établissements du même genre se partageaient la faveur des étrangers, des désœuvrés, des flâneurs : le caveau du Sauvage, situé sous le café de la Rotonde ; celui des Variétés amusantes, dont les salles souterraines s'étendaient sous toute la longueur de la galerie vitrée jusqu’à la maison Chevet, et enfin le Café des Aveugles, le plus ancien de tous et le seul qui subsiste encore aujourd'hui. Là, huit ou dix aveugles de l'hospice des Quinze-Vingts se livrent chaque soir à une musique exaspérée, exécutant des ouvertures, assistant le Sauvage dans ses assourdissants roulements de tambour, et l'homme à la poupée vient compléter le programme.

Autrefois les caveaux étaient le rendez-vous de prédilection des marchandes d'amour patentés. Toutes avaient leurs entrées libres. L'homme qui se respecte ne pouvait pas s'aventurer dans ces antres ; aussi y avait-il foule. »